# Pokémon Crystal
Pokémon Crystal là một trò chơi nhập vai RPG phát triển bởi Game Freak và phát hành bởi Nintendo cho hệ máy Game Boy Color. Tựa game là bản mở rộng của Pokémon Gold và Silver và là một phần của thế hệ thứ hai của dòng game Pokémon. Được phát hành vào ngày 14 tháng 12 năm 2000 tại Nhật Bản, ngày 29 tháng 7 năm 2001 tại Bắc Mỹ và ngày 2 tháng 11 năm 2001 tại châu Âu.
Vào ngày 26 tháng Một năm 2018, Pokémon Crystal được tái phát hành toàn cầu cho hệ máy Nintendo 3DS thông qua giả lập

## Gameplay
Cách chơi của Pokémon Crystal gần như tương tự với Gold and Silver, mặc dù vẫn có những nét mới. Đây là tựa game Pokémon đầu tiên cho phép người chơi chọn giới tính của nhân vật, trong khi các phiên bản trước mặc định là nhân vật nam. Pokémon được thêm các họa tiết hoạt hình, ví dụ khi một con Cyndaquil tham gia vào trận chiến thì ngọn lửa trên thân nó sẽ bập bùng. Những họa tiết này không được sử dụng trong Pokémon Ruby and Sapphire và Pokémon FireRed and LeafGreen, nhưng sẽ được sử dụng lại trong tất cả các bản sau bắt đầu từ bản Pokémon Emerald.
Ngoài ra, 2 chi tiết được phụ được thêm vào: sự xuất hiện của Pokémon huyền thoại Suicune, xuất hiện ở mặt trước của bìa game và Pokémon Unown. Sự cải tiến lớn nhất là việc thêm vào Battle Tower, một công trình cho phép người chơi tham gia chiến đấu trong đấu trường Pokémon. Tại Nhật Bản, game được đi kèm với Mobile Adapter GB, một thiết bị cho phép việc kết nối với những người chơi khác thông qua điện thoại di động.

## Cốt truyện
Phần lớn giống như Pokémon Gold và Silver.